# Svika Pick
Svika Pick, noto anche come Zvika Pick (Breslavia, 3 ottobre 1949 – Ramat HaSharon, 14 agosto 2022), è stato un cantante, compositore e pianista israeliano.

## Biografia
Cantante pop-rock di discreto successo nel suo Paese, fu il protagonista maschile nel primo cast israeliano di Hair, ma divenne noto soprattutto per aver composto Diva, il pezzo con cui Dana International trionfò all'Eurovision Song Contest 1998. Pick firmò poi brani per altri artisti in gara nelle successive edizioni della manifestazione musicale. 
Pick morì nell'agosto del 2022.

## Vita privata
Si sposò due volte ed ebbe cinque figli, tra cui Daniella, moglie di Quentin Tarantino.